# ذعن (ذي السفال)

تعديل مصدري - تعديل

ذعن محلة تابعة لقرية الثومان، التابعة لعزلة ريده ورياد بمديرية ذي السفال إحدى مديريات محافظة إب في الجمهورية اليمنية، بلغ تعداد سكانها 28 حسب تعداد اليمن لعام 2004.